# 金門伍德宮
金門伍德宮，是位於中華民國福建省金門縣金湖鎮新頭村外濱海處的王爺廟，主祀蘇府王爺（蘇府千歲）。宮址所在相傳是金門南海岸四個風水靈穴之一的豹穴。此廟與金城鎮的浯島城隍廟也頗有淵源，且浯島城隍廟的主祀城隍爺也和蘇府王爺祭典同樣為農曆四月十二。

## 沿革
根據廟方碑文記載，該廟建於萬曆三年（1575年），相傳唐代將軍蘇永盛，因輔佐牧馬侯陳淵開發金門，功績卓著，後有功封王，死後，金門人為了感念他，乃建伍德宮奉祀。乾隆年間分香予澎湖白沙的岐頭鳳儀宮。
該廟曾於民國六十四年（1975年）原貌翻修。民國九十二年（2003年）決定擴建，於次年（2004年）完工。清康熙年間置金門鎮總兵時，尊蘇府王爺為護營神，之後這些軍人分駐台灣的台南、鹿港、艋舺和福建惠安崇武、興化等地，也把蘇王爺的分靈帶往新駐地奉祀，所以這幾個地方，都有奉祀蘇王爺的廟宇，且尊新頭的伍德宮為祖廟。

## 祀神
宮中主祀蘇王爺外，主龕從祀：邱王爺、梁王爺、秦王爺、蔡王爺、黃府將軍、水仙王、六姓府王爺、元帥爺、陳先生；兩側陪祀則是左祀：福德正神；右祀：王娘。

## 圖片

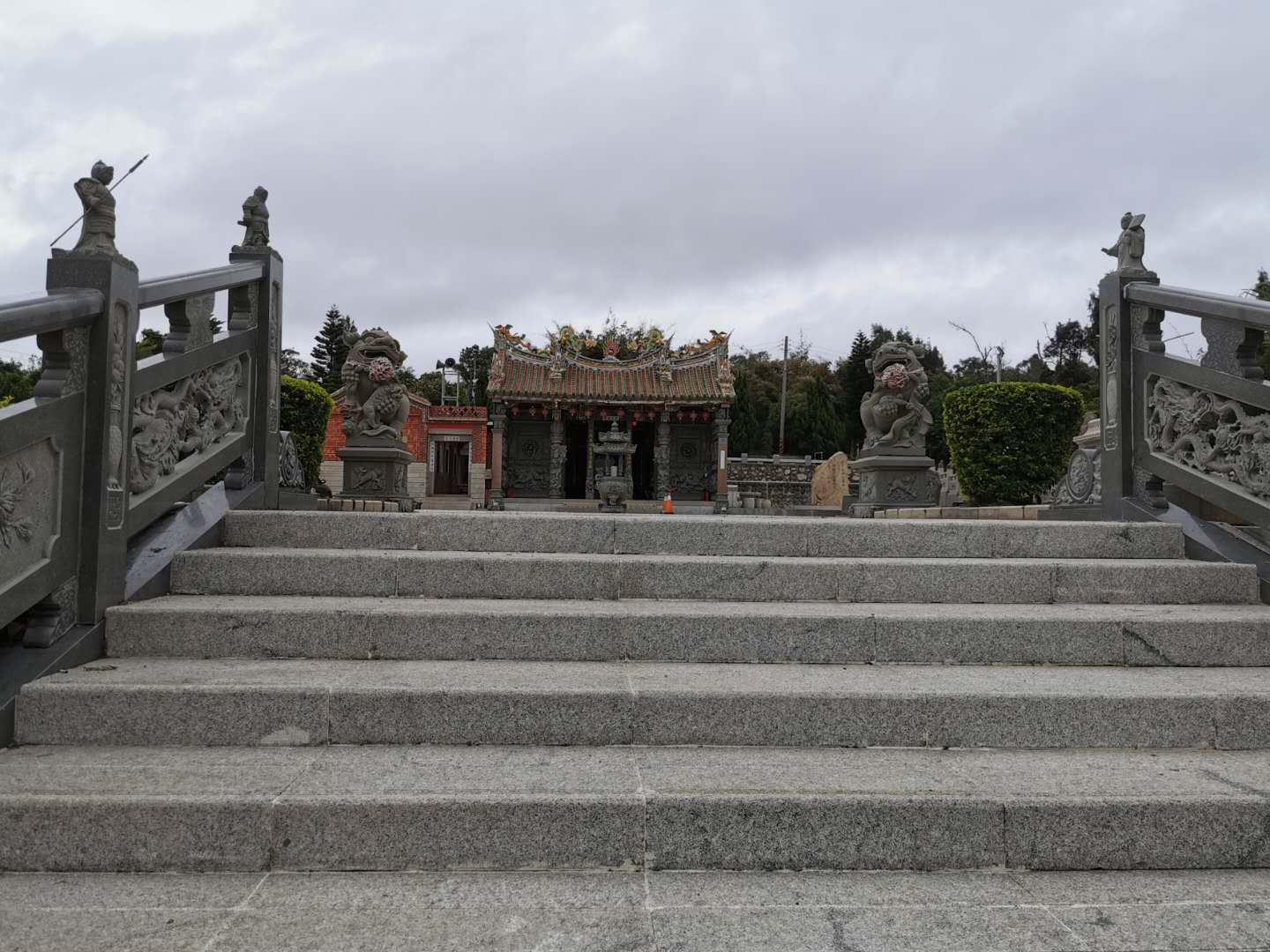
伍德宮
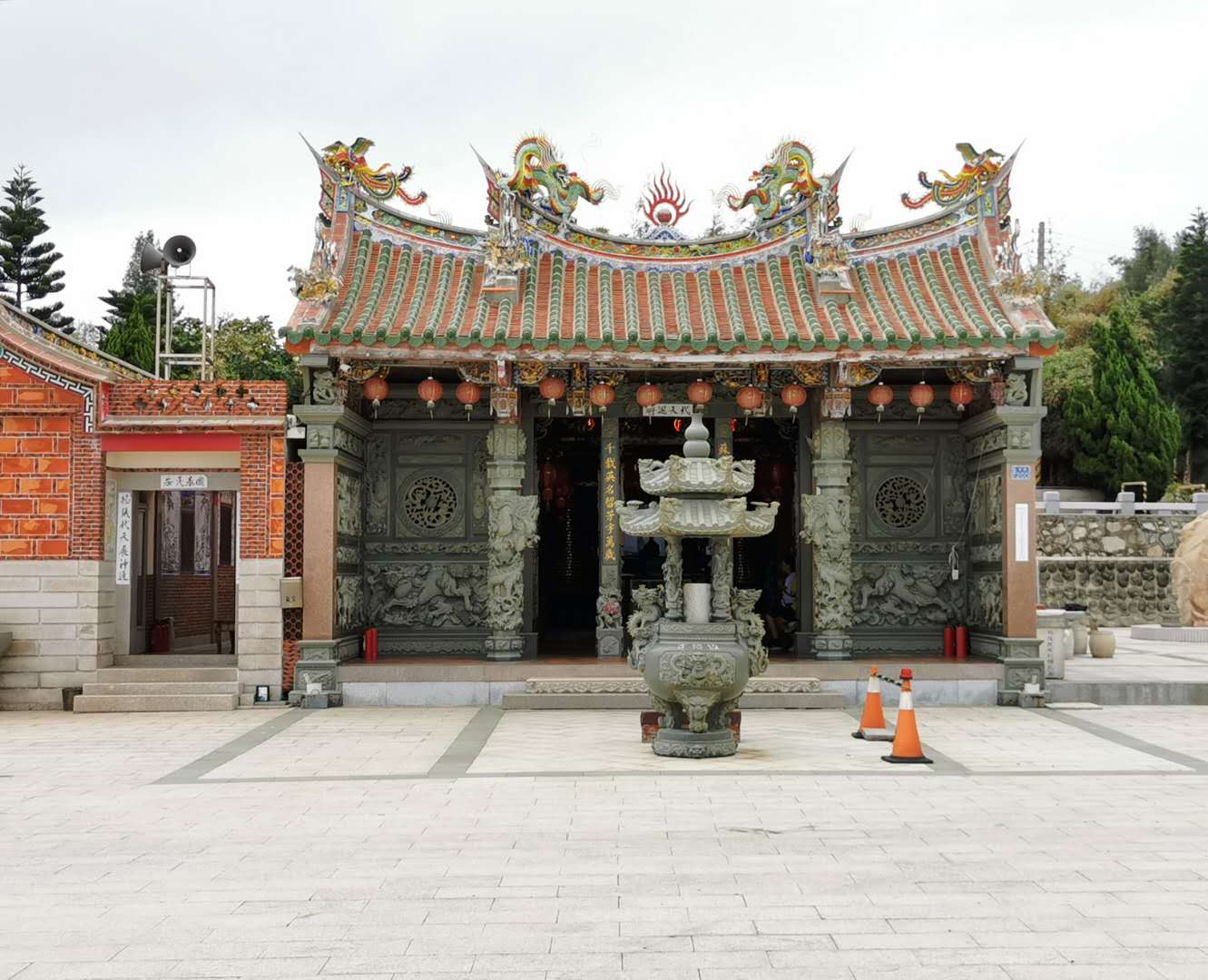
伍德宮
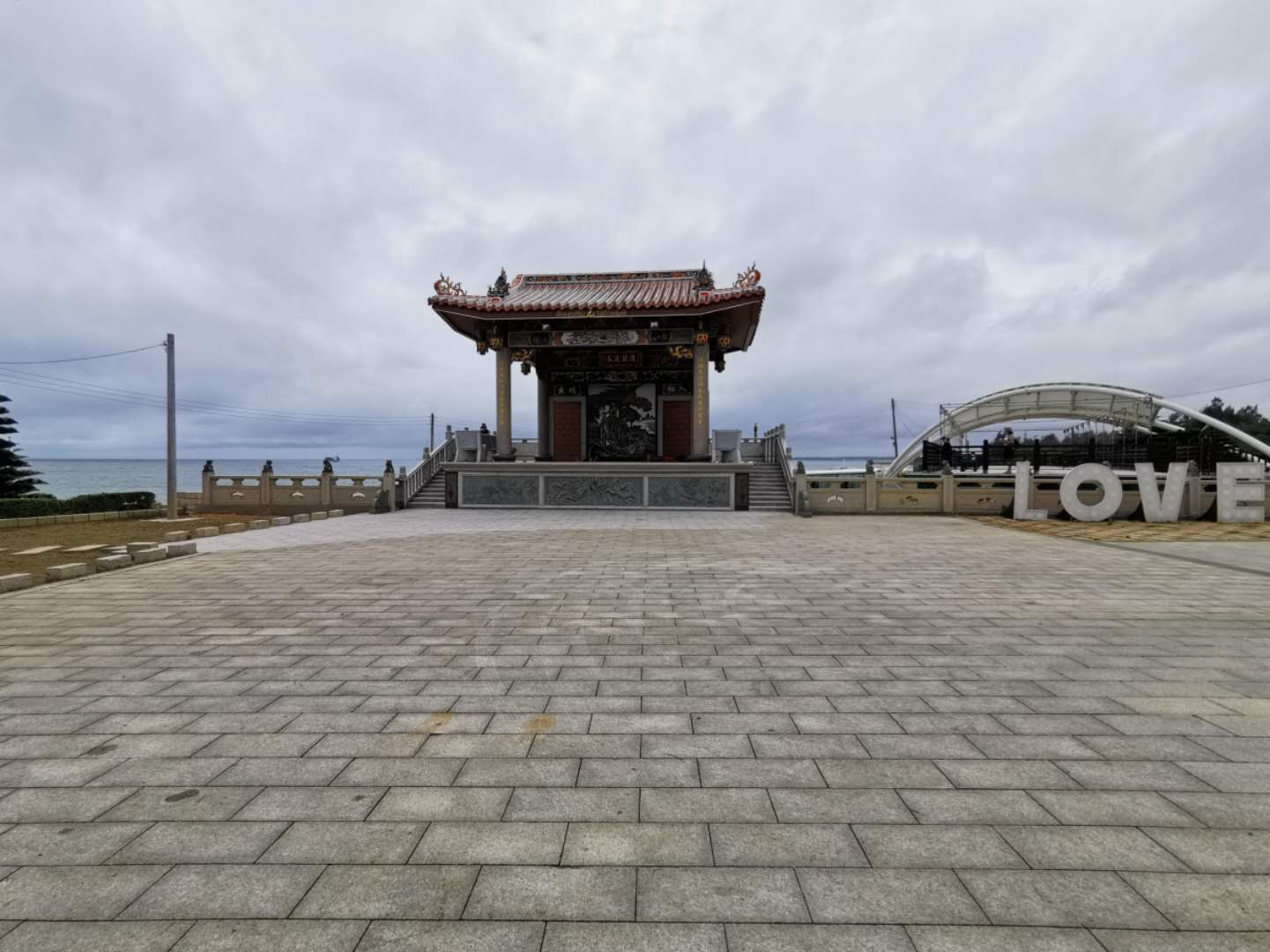
伍德宮廣場
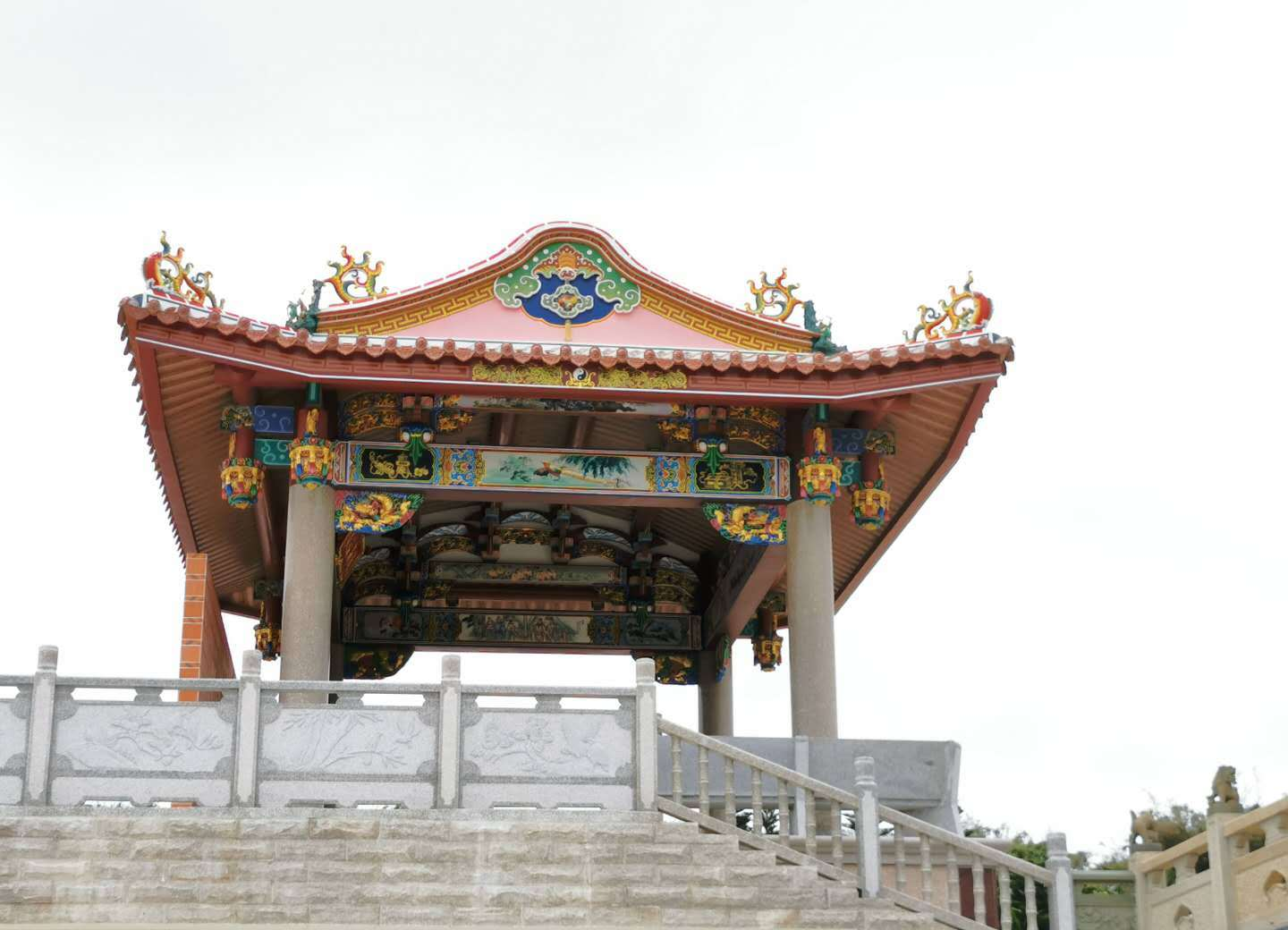
伍德宮廣場
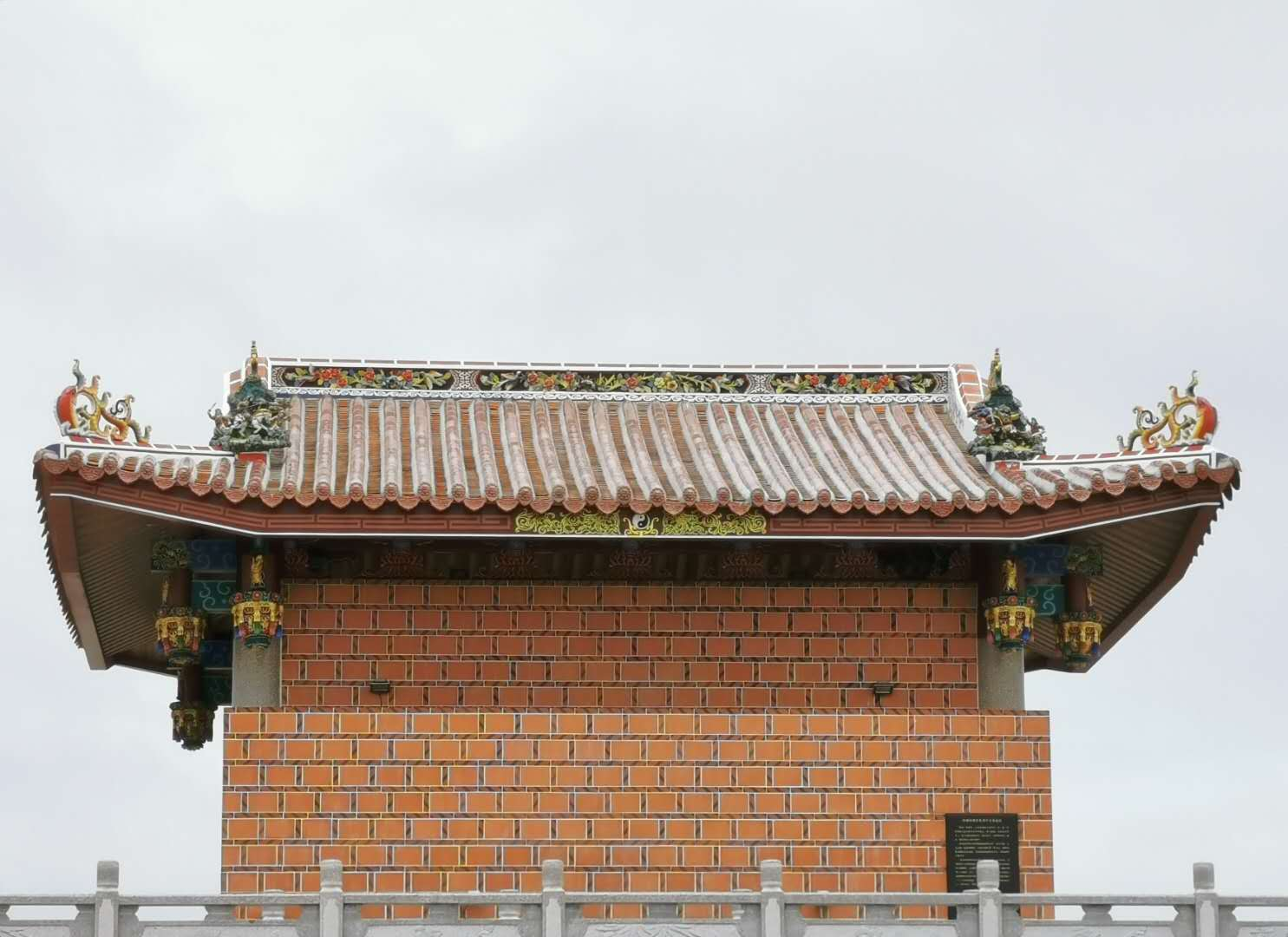
伍德宮廣場
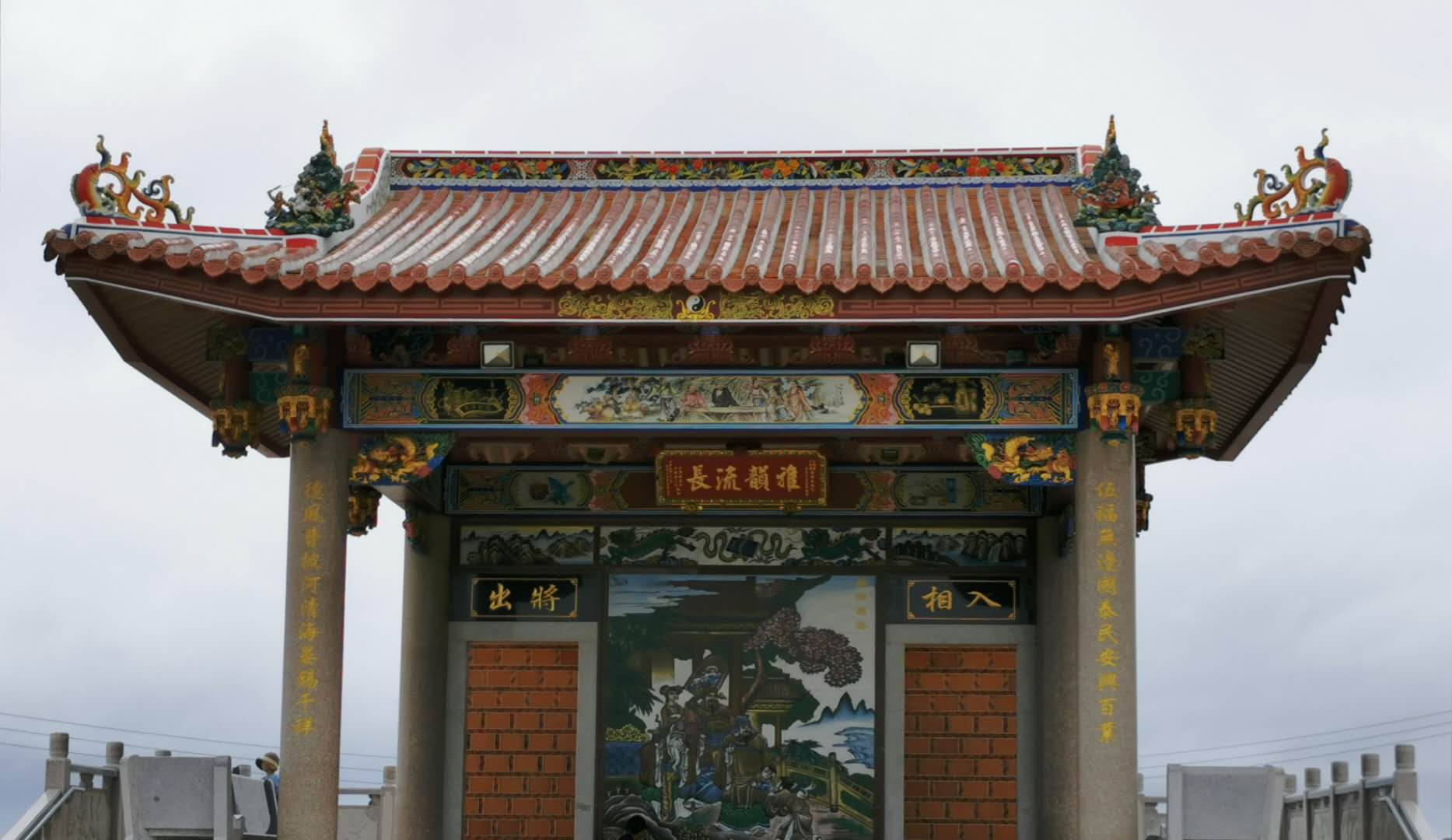
伍德宮廣場